# Federación Andaluza de Natación
La Federación Andaluza de Natación (FAN) es la entidad encargada de organizar los deportes acuáticos en Andalucía, integrando a las delegaciones provinciales de deportes acuáticos, clubes deportivos, deportistas, jueces, delegados técnicos y entrenadores que se dedican a los deportes de su competencia agrupados en esta federación.
Es miembro de la Real Federación Española de Natación (RFEN), cuyo estatuto acepta y se obliga a cumplir, y a las que representa en Andalucía con carácter exclusivo.

## Competencias
La FAN ostenta la representación de Andalucía en las actividades y competiciones deportivas oficiales de carácter nacional e internacional celebradas dentro y fuera del territorio español. Es competencia de la FAN la elección de los deportistas que han de integrar las Selecciones andaluzas, en calidad de representación exclusiva de la comunidad autónoma ante las federaciones de otras comunidades.

## Especialidades deportivas
- Natación
- Waterpolo
- Natación sincronizada
- Aguas abiertas
- Master

La FAN se encarga de calificar y organizar las actividades y competiciones deportivas oficiales de la comunidad en estas especialidades, así como los planes de preparación de los deportistas de alto nivel en sus respectivas especialidades deportivas. También es responsabilidad de la FAN organizar o tutelar las competiciones oficiales de Andalucía de dichas especialidades que se celebren en este territorio.

## Historia

### La FANA
En 1933 se crea la FANA, Federación Andaluza de Natación Amateur, constituida por el Club Natación Sevilla, representado por D. Luis Recasen; por el Club Mediterráneo de Málaga, representado por D. Javier de la Matta Echagüe,  y por el Sporting de Cádiz, representado por D. José Mª Sampayo. Los clubes Heliópolis de Sevilla y el Natación Granada no envían representantes. De esta primera reunión es elegido presidente D. Luis Recasen, que mantiene el cargo hasta 1936.
La FANA se divide en dos zonas: La Oriental (Almería, Granada, Jaén y Málaga, con sede en esta ciudad) y la Occidental (Huelva, Sevilla, Cádiz y Córdoba, con sede en Sevilla).
Los I Campeonatos de Andalucía de Natación, Saltos y Waterpolo, se celebran el 12 de julio de 1933 en las instalaciones del hotel "Playa de Cádiz", quedando como vencedor por clubes el Club Natación Sevilla. Un año después, 1934, se celebran en Sevilla, en la piscina de Los Remedios, los II Campeonatos de Andalucía de Natación.

### Listado de Presidentes de la F.A.N.
- 1933 - 1936. D. Luis Recasen.
- 1936 - 1940. Sin actividad por la Guerra Civil.
- 1936 - 1951. Sin datos de Presidentes. En 1941 se celebra el IV Campeonato de Andalucía en Sevilla y en 1942 el V Cto. Andalucía en Málaga.
- 1951 - 1954. D. Joaquín Andrade Rodríguez.
- 1954 - 1964. D. Manuel Delgado Rosales.
- 1964 - 1969. D. Manuel Barajas Canceller.
- 1969 - 1972. D. José María O'Kean Blanco.
- 1972 - 1983. Disolución de la F.A.N. y creación de Federaciones Regionales.
- 1983 - 1986. D. Manuel Peñaloza Rodríguez.
- 1986 - 1987. D. Sabino Fernández (interino).
- 1987 - 1992. D. Rafael Blanco Perea.
- 1992 - 1996. D. Antonio Vázquez García.
- 1996 - 2016. D. Juan Viota Bazo.
- 2016 - 2018. D. Juan José Méndez González.[2]
- 2018 - actualidad. D. Francisco Luis Olmos García.[3][4]